# Иван Зјатик
Иван Зјатик (укр. Іван Зятик; Одрехова, 26. децембар 1899 – 17. мај 1952) био је католички свештеник украјинског порекла, редемпториста и предавач, кога је Католичка црква сматрала мучеником. 

## Младост
Зјатик је рођен 26. децембра 1899. године, дан после грегоријанског Божића, у засеоку Одрехова близу Санока у југоисточној Пољској. Он и његов старији брат Михајло су били деца Марије и Стефана Зјатика, сеоских сељака који су живели у сиромаштву. Породица је по вероисповест исповедала у украјинској гркокатоличкој цркви. Иванов отац Стефан је преминуо када је Иван имао 14 година.

## Богословија
У касним тинејџерским годинама, Зјатик је одлучио да се припреми за католичко свештенство. Године 1919, уписао се у украјински католички семинар у Пшемишсу где је студирао хришћанску духовност, филозофију, теологију, заједно са историјом и литургијом византијског обреда Католичке цркве. Рукоположен је за ђакона, а затим и за свештеника 1923. године. Од 1925. до 1935. године, Зјатик је радио у богословији и као префект и као предавач. Поред своје улоге духовног вође семинариста, држао је предавања из догматске теологије и катихизиса. Такође је обављао сличну улогу у локалној женској гимназији.

## Живот као редемпториста
Упркос отпору ових старешина у Цркви, 15. јуна 1935. године, Зјатик је започео свој новицијат код Редемпториста. Иако је већ био рукоположен свештеник, морао је да проведе годину дана у новицијату, који се налазио у Голоску, граду недалеко од Лавова (сада Голоско, предграђе Лавова), полажући своје прве завете у августу 1936. године.
Током своје прве године, Зјатик је живео у манастиру посвећеном Госпи од Непрестане Помоћи у Станиславову (сада Ивано-Франковск, Украјина). Међутим, у јесен следеће године, вратио се у Лавов, како би боравио у манастиру чији је управник био одсутан, служећи и као помоћник старешине и благајник.  Године 1938. постављен је за предавача догматске теологије у новоотвореној богословији у Холоску.
Године 1941, Зјатик је постављен за игумана манастира посвећеног Успењу Богородице у немачки окупираном Танштату (сада Тернопиљ, Украјина), где је служио све до преузимања исте позиције у манастиру Збојска 1944. године.  Тамо је такође служио као васпитач за тинејџере заинтересоване да постану редемптористи у локалној гимназији.

## Прогон и смрт
Након Другог светског рата, совјетски режим је обновио угњетавање хришћанских деноминација. Совјети су настојали да укину Украјинску католичку цркву спајањем са Украјинском православном црквом, која се сматрала лакшом за контролу јер је била санкционисана од стране државе и није признавала духовно вођство римског епископа.
Године 1946. су сви гркокатолички епископи били ухапшени, а до пролећа је совјетска тајна полиција ухапсила све редемптористе у Тернопољу, Станиславову, Лавову и Збојској, преместивши их у негрејано крило манастира у Голоску.  Чланови реда окупљени у манастиру имали су стално праћене активности од стране тајне полиције током наредне две године. Чланови заједнице су такође били подвргнути периодичном испитивању, а од њих је било тражено да издају своју религију и друге ухапшене у замену за помоћ. Када је надбискуп Јосиф Слипији ухапшен, делегирао је белгијског свештеника Јосифа Де Вохта да води цркву. Дана 17. октобра 1948. године, сви редемптористи у Холоску су пребачени у студитски манастир у Универзитету. Након што је Де Вохт депортован назад у Белгију крајем 1948. године, именовао је Зијатика да преузме његово место.
На крају, Зјатик је дошао под озбиљну лупу режима; совјетско руководство је захтевало његово хапшење 5. јануара 1950. године, а налог за његово хапшење је издат 20. јануара. Ухапшен је 24. јануара  и издржао је неколико испитивања пре него што је коначно, 4. фебруара, формално оптужен за „промовисање идеја римског папе, ширење католичке вере међу народима целог света и претварање свих у католике“. Поступак против њега се водио две године, током којих је Зјатик живео у затворима у Лавову и Золочиву. Остаје забележено да је био испитиван 72 пута,све ноћу  и често уз примену мера злостављања затвореника.
Дана 21. новембра 1951. године, Зјатик је осуђен на 10 година затвора и принудни рад у логору Озерлаг због „сарадње са антисовјетском националистичком организацијом и антисовјетске пропаганде“.  Током заточеништва, више пута је мучен. На Велики петак 1952. године, одведен је из ћелије, претучен штаповима, потопљен у воду и изложен у сибирској дивљини. Умро је у затворској болници 17. маја 1952. године. Сахрањен је на гробљу 373 у зони Бајкалског језера, у округу Тајшет у Иркутској области. 
Света столица је 6. априла 2001. године признала Ивана Зјатика за мученика, а папа Јован Павле II га је беатификовао 27. јуна, симболично на празник Госпе од Непрестане Помоћи, заштитнице редемпториста. 